# 薛永
薛永，小说《水浒传》中人物，河南洛阳人，靠卖艺兼卖药度日。宋江发配江州时，曾见他枪棒使得好，赏了五两银子，因此两人相识。后来宋江因在浔阳楼题反诗被捕，薛永等人前去劫了法场，后随梁山人马上山。受招安后，在征讨方腊时被庞万春，雷炯，计稷等人射死在关下。

## 影视形象
- 1983年山东版《水浒》：王恩九
- 2011年版《水浒传》：李树